# هيوكا
هيوكا (باليابانية: 氷菓) (بالإنجليزية: Hyouka) هي رواية غُموض يابانية من تأليف هونوبو يونيزاوا. نشرت في 31 أكتوبر عام 2001، ومُقتبسة من سلسلة مانغا نُشرت في مجلة شونين إيس وتتألف من 11 مجلدًا، صدر الفصل الأول من المانغا في مارس عام 2012 م وهي مُستمرة حتى الآن، تحولت إلى مسلسل أنمي تلفزيوني من إنتاج استوديو كيوتو أنيميشن وإخراج ياسوهيرو تاكيموتو، وعُرِضَ الأنمي في 22 أبريل عام 2012 م وانتهى عرضه في 16 سبتمبر عام 2012م.

## القصة
تدور أحداث القصة عن (هوتارو أوريكي) وهو شاب كسول لا مُبالٍ مُدخر لطاقَتِه، ويبدو غير مُهتم ولا يبالي إلا أنه يحل الألغاز بطريقة إعجازية، ويعيش على منطق «لن أفعل شيئًا أنا لست مُضطرًا لفعله، وما علي فعله سأفعله بسرعة». وفي أحد الأيام انضم إلى نادي الأدب الكلاسيكي بناءًا على طلب شقيقتهُ الكُبرى، وهناك يلتقي بفتاة اسمها (تشيتانادا إيرو) قد انضمت أيضًا للنادي وتطلب منهُ المُساعدة في حل قضية حدثت مُنذ 45 عامًا وينضم للنادي أيضًا (فوكوبي ساتوشي) و(إيبارا ماياكا).

## الشخصيات

### الرئيسية
هوتارو أوريكي (باليابانية: 折木 奉太郎، بالروماجي: Oreki Hōtarō)
مؤدي الصوت: يويتشي ناكامورا
إيرو تشيتانادا (باليابانية: 千反田 える، بالروماجي: Chitanda Eru)
مؤدية الصوت: ساتومي ساتو
ساتوشي فوكوبي (باليابانية: 福部 里志، بالروماجي: Fukube Satoshi)
مؤدي الصوت: دايسكي ساكاغوتشي
ماياكا إيبارا (باليابانية: 伊原 摩耶花، بالروماجي: Ibara Mayaka)
مؤدية الصوت: آي كايانو

### طلاب صف 2-F
فويومي إيريسو (باليابانية: 入須 冬実، بالروماجي: Irisu Fuyum)
مؤدية الصوت: يوكانا
كوراكو إيبا (باليابانية: 江波 倉子، بالروماجي: Eba Kurako)
مؤدية الصوت: آوي يوكي
جونيا ناكاجو (باليابانية: 中城 順哉، بالروماجي: Nakajō Jun'ya)
مؤدي الصوت: تاكايوكي كوندو
توموهيرو هابا (باليابانية: 羽場 智博، بالروماجي: Haba Tomohiro)
مؤدي الصوت: أتسوشي آبي
ميساكي ساواكيغوتشي (باليابانية: 沢木口 美崎، بالروماجي: Sawakiguchi Misaki)
مؤدية الصوت: ماريا إيسي
تاكيو كايتو (باليابانية: 海藤 武雄، بالروماجي: Kaitō Takeo)
مؤدي الصوت: كاتسويوكي كونيشي
جيرو سوغيمورا (باليابانية: 杉村 二郎، بالروماجي: Sugimura Jirō)
مؤدي الصوت: ميو إيرينو
ميدوري يامانيشي (باليابانية: 山西 みどり، بالروماجي: Yamanishi Midori)
مؤدية الصوت: أمي كوشيميزو
ماميكو سينوي (باليابانية: 瀬之上 真美子، بالروماجي: Senoue Mamiko)
مؤدية الصوت: ريو هيروهاشي
تاكيو كاتستا (باليابانية: 勝田 竹男، بالروماجي: Katsuta Takeo)
مؤدي الصوت: يوكي تاي
يوري كونوسو (باليابانية: 鴻巣 友里، بالروماجي: Kōnosu Yur)
مؤدية الصوت: مينوري تشيهارا

### شخصيات أخرى جانبية
توموي أوريكي (باليابانية: 折木 供恵، بالروماجي: Oreki Tomoe)
مؤدية الصوت: ساتسكي يوكينو
يوكو إيتويغاوا (باليابانية: 糸魚川 養子، بالروماجي: Itoigawa Yōko)
مؤدية الصوت: مامي كوياما
جون سيكيتاني (باليابانية: 関谷 純، بالروماجي: Sekitani Jun)
مؤدي الصوت: هونغو كاناتا
ماساشي توغايتو (باليابانية: 遠垣内 将司، بالروماجي: Tōgaito Masashi)
مؤدي الصوت: ريوتارو أوكيايو
أستاذ أوميتشي (باليابانية: 尾道)
مؤدي الصوت: تاكومي يامازاكي
كوريوكي تاني (باليابانية: 谷 惟之، بالروماجي: Tani Koreyuki)
مؤدي الصوت: يوشيهيسا كاواهارا
شوكو يواسا (باليابانية:  湯浅 尚子، بالروماجي: Yuasa Shōko)
مؤدية الصوت: ناومي شيندو
أياكو كوتشي (باليابانية: 河内 亜也子، بالروماجي: Kōchi Ayako)
مؤدية الصوت: ماسمي أسانو
هارونا أنجو (باليابانية: 安城 春菜، بالروماجي: Anjō Haruna)
كاهو جومونجي (باليابانية: 十文字 かほ، بالروماجي: Jūmonji Kaho)
مؤدية الصوت: ساوري هايامي
جيرو تانابي (باليابانية:   田名辺 治朗، بالروماجي: Tanabe Jirō)
مؤدي الصوت: جون فوكوياما
مونيوشي كوغاياما (باليابانية: 陸山 宗芳، بالروماجي: Kugayama Muneyoshi)
مؤدي الصوت: توشيوكي موريكاوا
ريه زينّا (باليابانية: 善名 梨絵، بالروماجي: Zenna Rie)
مؤدية الصوت: أكي تويوساكي
كايو زينّا (باليابانية: 善名 嘉代، بالروماجي: Zenna Kayo)
مؤدية الصوت: يوي أوغورا

## وصلات خارجية
- الموقع الرسمي (باليابانية)
- هيوكا على قاعدة بيانات الانمي العربية (بالعربية)